# Flik (textil)
För andra betydelser, se Flik.
Flik är för en textil ett hörn av eller avriven del från ett tygstycke eller liknande textilier. Den sitter längst ut, i hörnen, där två sidor av tygstycket möter varandra. Om tyget viks, hamnar ofta många flikar ovanpå varandra. Det är vanligt att fållen på ett tygstycke gör att detta hörn får en större tjocklek.
Begreppet flik används ofta om nedhängande hörn på ett tyg eller klädesplagg.